# Jöran Persson
Jöran Persson (ok. 1530, zm. 22 września 1568 w Sztokholmie) – szwedzki prawnik, urzędnik państwowy, sekretarz króla Eryka XIV.

## Życiorys
Jöran Persson urodził się ok. 1530 roku, prawdopodobnie w wiosce górniczej Sala, jego rodzicami byli pastor Per Johansson i Anna Jönsdtr. Studiował prawo w Wittenberdze. Po powrocie do kraju z polecenia Filipa Melanchtona pracował w kancelarii króla Gustawa I, następnie został sekretarzem królewicza Eryka i pozostał na tym stanowisku także po jego koronacji. Za panowania Eryka XIV miał znaczący wpływ na politykę państwa, najpewniej on zasugerował popadającemu w obłęd królowi, że ród Sture może przygotowywać antykrólewski przewrót. Pogardzany przez arystokrację ze względu na niskie pochodzenie, został przez Eryka uszlachcony. W 1568 roku został aresztowany i stracony po torturach, gdy tracący poparcie możnych Eryk zdecydował się na abdykację.